# Colección (moda)

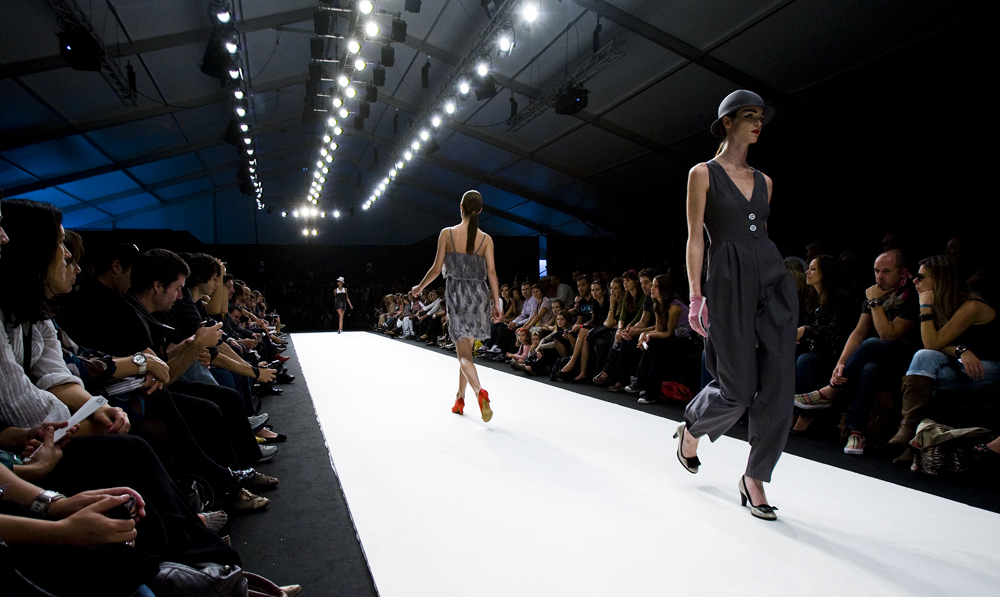
Modelos presentando una colección.

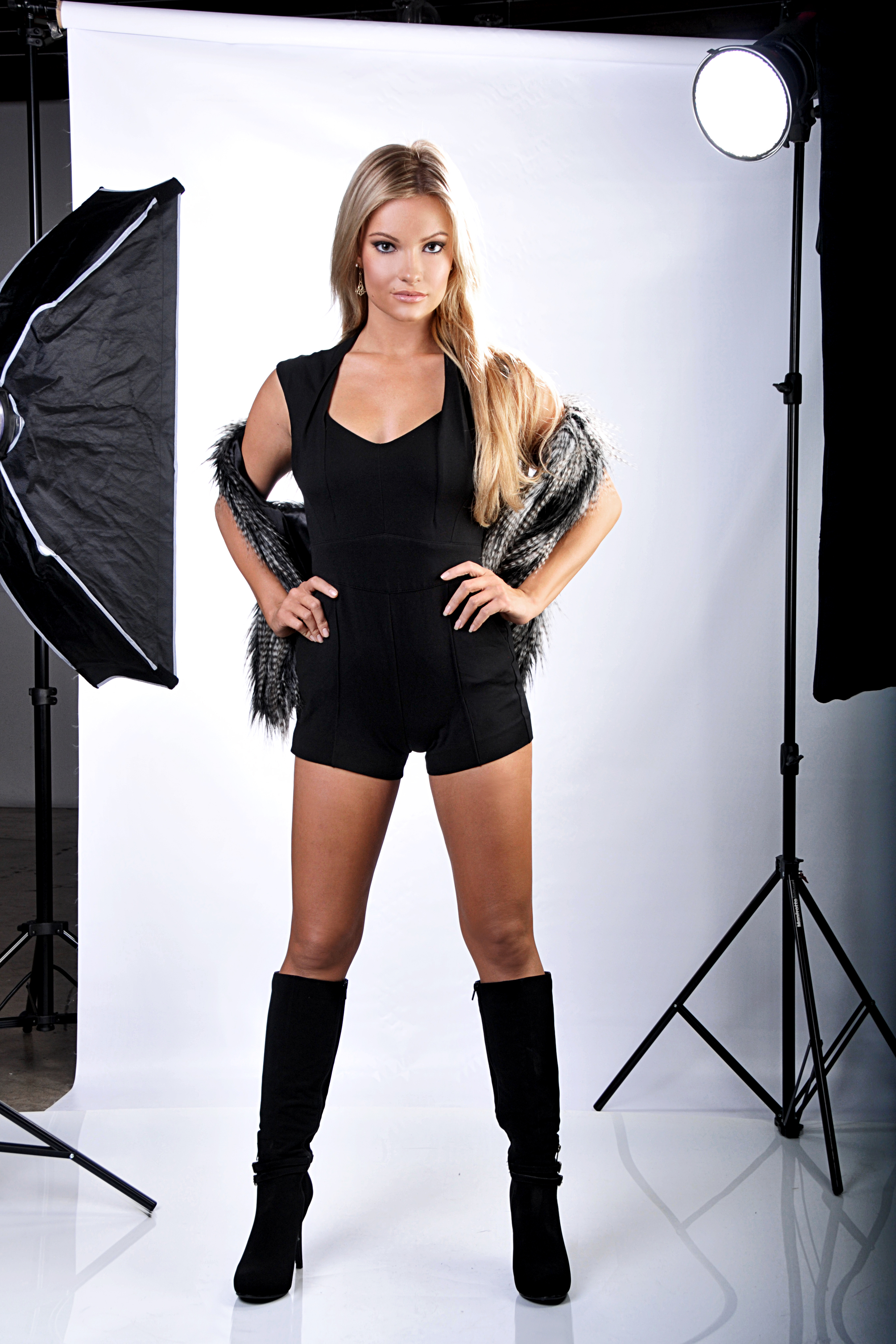
Una modelo en una sesión de fotos.

Una colección de moda es un conjunto de prendas creadas por un diseñador con una coherencia interna en términos de estilo y destinada a una temporada del año en concreto.
Generalmente, los diseñadores suelen crear dos colecciones anuales, la colección Otoño - Invierno orientada a estas estaciones del año y que incluyen tejidos gruesos y prendas de abrigo y la colección primavera-verano con prendas para esta temporada del año, incluyendo a menudo ropa de baño. Las colecciones se pueden distinguir también por:
- El público al que va dirigido: Hombre, Mujer, Infantil, etc.
- La ocasión de uso de las prendas: Colección de baño, Colección de boda, etc.

Las colecciones se presentan a los clientes en muestrarios o sobre maniquíes reales en pases de modelos o showrooms con objeto de promocionarlas para ser vendidas. 

## Creación de una colección
Las fases que se siguen en la creación de una colección son las siguientes: SE MENCIONA 
- En primer lugar, comienza con la definición por parte del diseñador del estilo o concepto que dará coherencia a la colección. La colección puede estar inspirada en múltiples lugares, épocas, situaciones, estilos de mujer, etc. A menudo, la colección recibe un nombre relacionado con el diseñador o el estilo escogido.
- Seguidamente, se procede a la selección de los tejidos con los que se confeccionarán las prendas. Estos comprenden las telas, los tejidos lisos o estampados teniendo en cuenta la coordinación entre ellos. También se escogen los forros interiores y las entretelas así como otras partes estéticas que componen la prenda: botones, cordones, cremalleras, etc.
- El diseñador define la totalidad de las prendas que formarán la colección y la combinación de las mismas, incluyendo sus complementos: zapatos, cinturones, bolsos, gafas, etc.
- Se define la colección. Se elaboran las fichas artísticas que comprenden imágenes de maniquíes utilizando las prendas de la colección. En ellas, se pueden apreciar sus colores y sus formas y otras características de las mismas como el vuelo, la pesadez o ligereza de la prenda, etc.
- Luego, se elaboran los patrones de toda la colección en una misma talla para que puedan ser probadas por una misma modelo.
- Los patrones se pasan al corte para crear el muestrario que consiste en un ejemplar de cada una de las prendas que la componen con objeto de mostrarlo a los potenciales clientes. Junto con el muestrario de prendas, se crea el muestrario de colores.
- Finalmente, se presentan las prendas a los compradores en encuentros individuales o en eventos públicos como son los pases de modelos.